# Josef Pavlovský
Josef Pavlovský (ur. 8 marca 1889 w Chelčicach – 2 lutego 1965 w Pradze) – czechosłowacki ekonomista, prawnik, urzędnik konsularny i dyplomata.

## Życiorys
Ojcem był Vaclav Pavlovský, właściciel gospodarstwa rolnego, matką Anna Bečvařová. Do szkoły powszechnej uczęszczał w Strunkovicach nad Blanicí, do szkoły niemieckiej w Prachaticach; ukończył gimnazjum w Czeskich Budziejowicach (1911), a następnie Akademię Eksportu w Wiedniu (Exportakademie) (absolutorium 1914). Pracował jako urzędnik w firmie rosyjskiej w Warszawie, jako nauczyciel języka francuskiego, niemieckiego oraz rosyjskiego w prywatnej szkole w Orenburgu (1914-1917), oraz księgowy w fabryce Związku Ziemskiego w Sumach (1917-1918). W marcu 1918 wstąpił do Legionu Czechosłowackiego – 2 Dywizja Piechoty, 6 Hanacki Pułk Piechoty (6. Pěší hanácký pluk), pełnił służbę w sekcji zwiadowczej sztabu generalnego w charakterze oficera-tłumacza dla dziennikarzy (1918-1919), kontuzjowany przebywał w szpitalu amerykańskim we Władywostoku, skąd (zaokrętowani 9 lipca 1919) na statku pasażersko-towarowym „Liverpool Maru” dotarł do Marsylii (12 września 1919). Do Czechosłowacji wrócił w stopniu kapitana we wrześniu 1919. Po powrocie ukończył kursy służby dyplomatyczno-konsularnej na Wydziale Prawa Uniwersytetu, został przyjęty do Urzędu Handlu Zagranicznego (Úřad pro zahraniční obchod) (1920), a stamtąd przeniesiony do Ministerstwa Spraw Zagranicznych Czechosłowacji jako attaché konsularny (1921-). Następnie pracował jako wicekonsul w konsulacie w Zagrzebiu (1922-1928), w referacie rumuńskim wydziału IV MSZ (IV/3) (1928-1931), konsul w Algierze (1931-1935), potem ponownie w tymże wydziale IV MSZ (1931-1938), konsul w Kopenhadze (1938), konsul w Gdyni (1938-1939). Wstąpił do francuskiego ruchu oporu. W tym kraju powrócił do czeskiej służby zagranicznej, był zatrudniony na stanowisku konsula w Paryżu, stamtąd przeszedł do MSZ rządu emigracyjnego w Londynie, gdzie najpierw był kierownikiem wydziału personalnego (1940-), następnie szefem prezydium ministerstwa (1942-1945), a od 1944 także dyrektorem sekcji politycznej.
Po powrocie do kraju pracował jako doradca ministerialny w MSZ w Pradze (1945-1947), został mianowany posłem w Finlandii (1947-1949), a następnie przeszedł w stan spoczynku.
Został odznaczony orderem Legionów, Świętego Sawa IV Stopnia, Corona Romaniei IV stopnia, chińskim orderem Lśniącej Gwiazdy II stopnia, orderem Drugiego Narodowego Ruchu Oporu, Medalem Wojenny za Zasługi I Stopnia.